# Marken
Marken – do 1957 wyspa na Zuiderzee w Holandii w prowincji Holandia Północna w gminie Waterland, obecnie połączona krótkim odcinkiem tamy z lądem. Na wyspie jedna wieś - Marken. Obszar atrakcyjny turystycznie. 
Marken w przeszłości było osadą rybacką jednak po 1932 roku czyli wybudowaniu tamy Afsluitdijk, większość mieszkańców zajęło się uprawą roli. Miejscowość znajdująca się na wyspie pozostawała w izolacji aż do 1957 roku, dzięki temu do dziś zachowała się w Marken odrębna kultura oraz osobny dialekt języka holenderskiego. Dziś inność mieszkańców i różnice w kulturze są wykorzystywane jako atrakcja turystyczna..

## Linki zewnętrzne

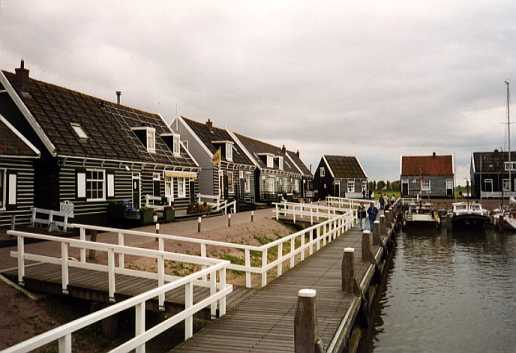
Port w Marken

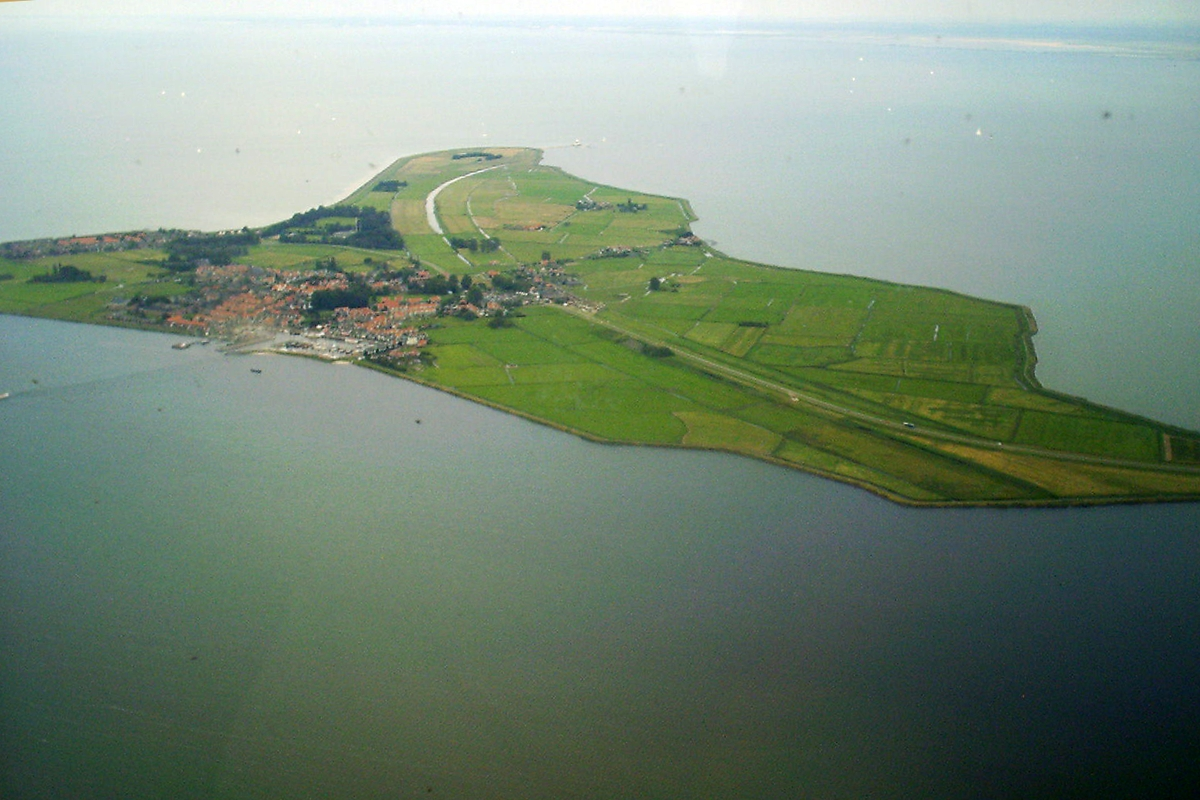
Dawna wyspa widziana z lotu ptaka